# Pfarrkirche Aldrans

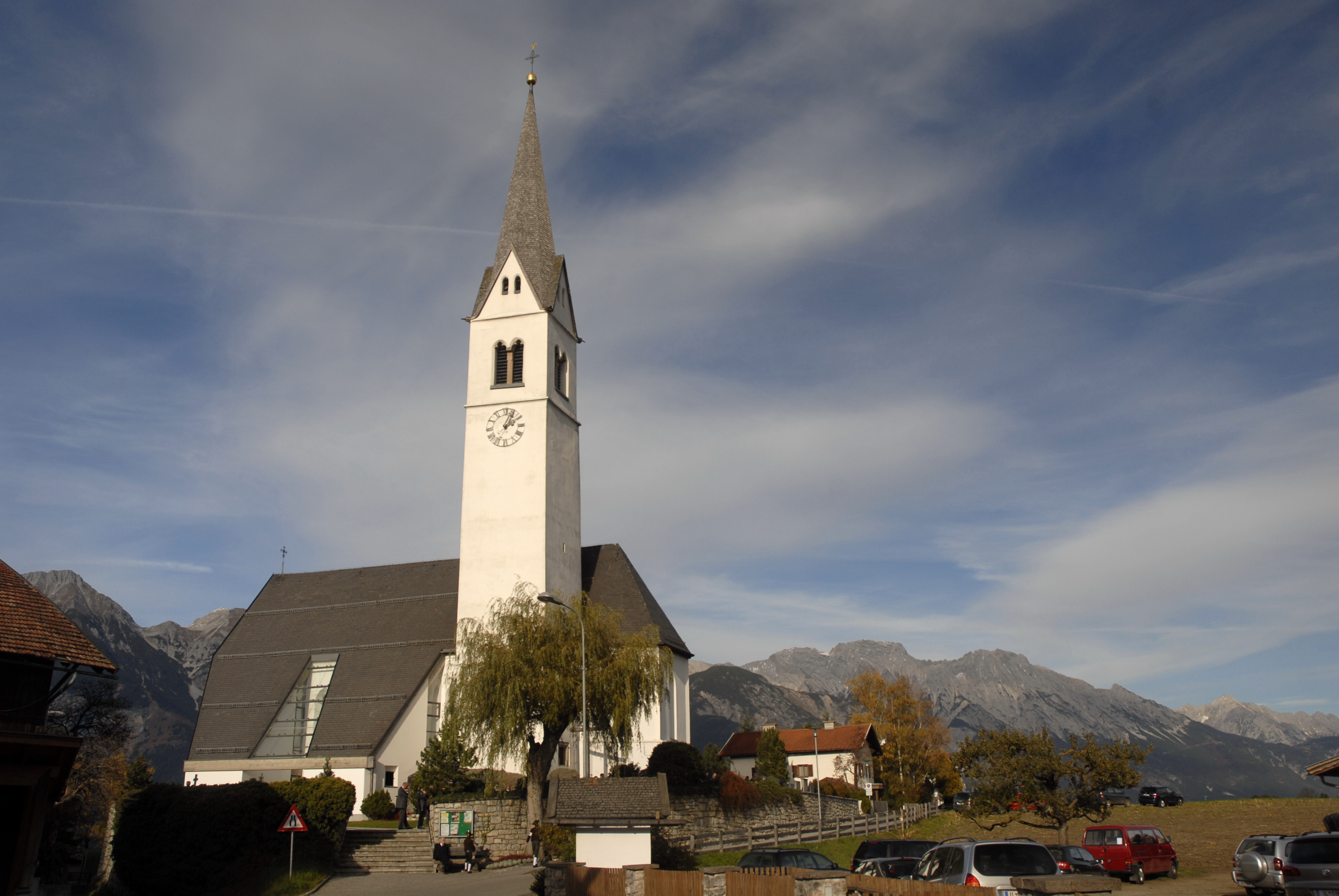
Katholische Pfarrkirche hl. Martin in Aldrans

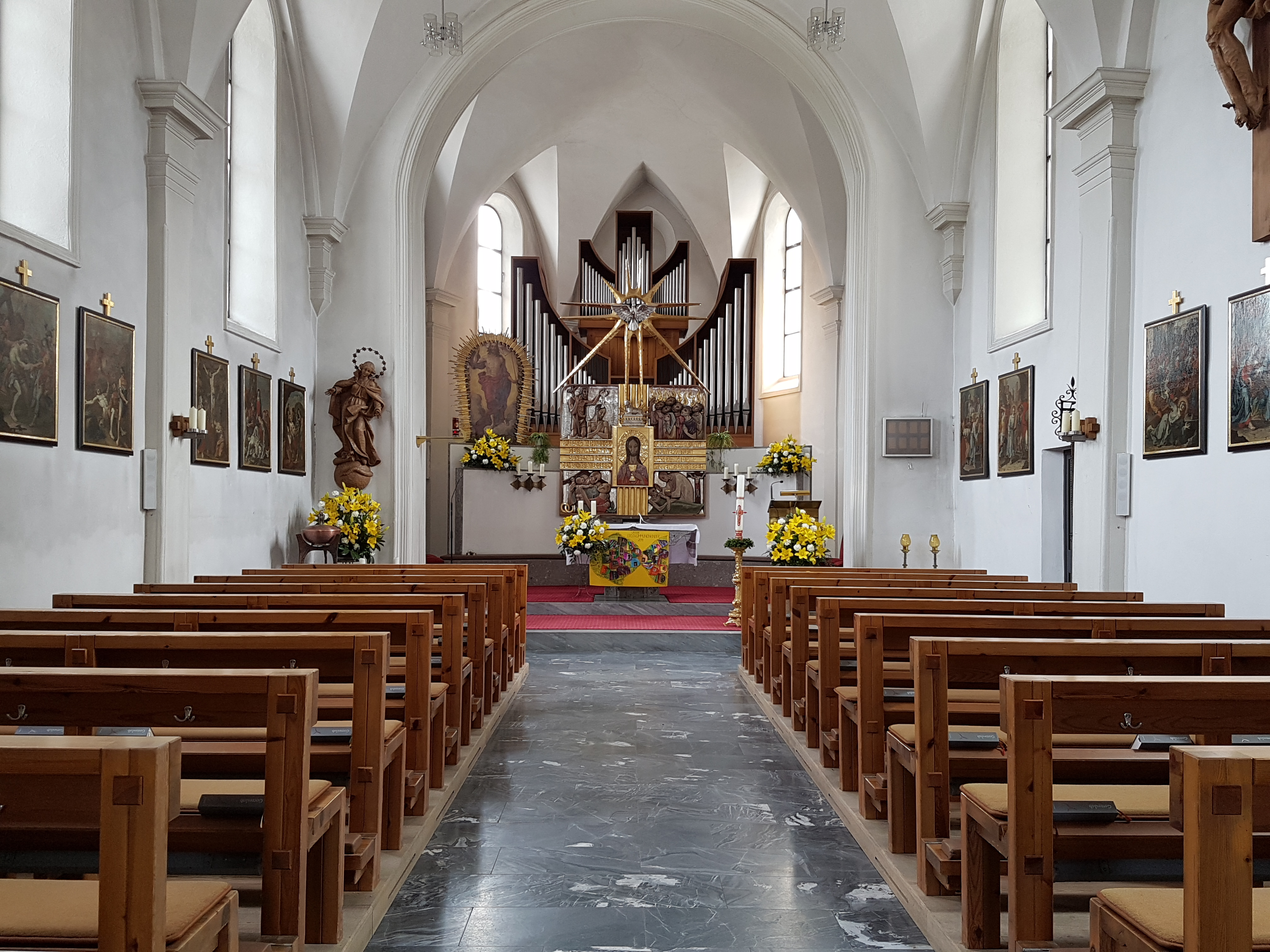
Langhaus, Blick zum Chor

Die Pfarrkirche Aldrans steht in der Gemeinde Aldrans im Bezirk Innsbruck-Land im Bundesland Tirol. Die dem Patrozinium hl. Martin von Tours unterstellte römisch-katholische Pfarrkirche gehört zum Dekanat Wilten-Land in der Diözese Innsbruck. Die Kirche und der Friedhof stehen unter Denkmalschutz (Listeneintrag).

## Geschichte
Anfänglich war sie Filiale der seit 1256 dem Stift Wilten inkorporierten Pfarrkirche Ampass. 1365 wurde eine Kirche urkundlich genannt. 1426 und 1482 wurde die Kirche geweiht. Der gotische Kirchenbau wurde in der Mitte des 18. Jahrhunderts barockisiert und 1891 und nach einem Brand 1893 umgestaltet. 1966/1967 erfolgte mit dem Architekten Hans Loch ein Umbau und 1967 die Erhebung zur Pfarrkirche.

## Architektur
Der gotische Kirchenbau ist nach Süden orientiert und von einer Friedhofsmauer umgeben. An der Westseite des Langhauses sind die mit einem Glasstreifen deutlich abgegrenzten modernen Anbauten eines Seitenportals mit einer Totenkapelle und einer Sakristei unter tief herabgezogenen Schleppdächern.

## Ausstattung
Im Chor steht anstatt eines Altaraufbaus eine Chororgel aus 1974. Das Kruzifix im Chor, die Figur Immaculata am Triumphbogen und den Kreuzweg schuf der Bildhauer Rupert Reindl (1967). Der Altar ist ein Werk Rudolf Millonigs von 1990. Das bayrische Relief hl. Martin mit Bettler um 1520 rechts im Langhaus wurde 1967 mit dem Tiroler Landesmuseum gegen eine aus Wengen im Enneberg stammende Kanzel vom Bildhauer Dominikus Moling getauscht.